# 日本テレビ昼1時15分枠帯ドラマ
『日本テレビ昼1時15分枠帯ドラマ』（にほんテレビひるいちじじゅうごふんわくおびドラマ）は、1963年10月から1967年4月まで日本テレビ系列の月〜土13:15 - 13:30（JST。当初は13:20 - 13:35）に放送された昼ドラの放送枠である。

## 概要
13時枠昼ドラに遅れて1年8ヶ月後に開始した枠で、当初は13:20 - 13:35で放送されていたが、半年後の1964年4月に13時枠昼ドラが5分縮小されたのに伴い、直後の箱番組（『健康増進時代』など）と共に5分繰上がって継続された。
だが新作は1966年3月終了の『新宿婦人』が最後となり、以後1年1ヶ月間は当枠や13時枠昼ドラで放送された作品の再放送で継続し、1967年4月終了の『女にうまれて』（再）を以て13時枠昼ドラに吸収されるかたちで、3年半の幕を降ろした。

## 放送作品一覧

### 1963年
- いつの日その胸に

### 1964年
- 水の炎 - 継続中に13:15 - 13:30に（5分繰上げ）。
- この酒盃を
- 別れて生きる時も

### 1965年
- 娘の縁談
- 赤でんわ
- 命なりけり
- 新宿婦人 - 最後の新作。

### 1966年
- 娘の縁談（再）
- 妻たち（再）
- 別れて生きる時も（再）

### 1967年
- 女にうまれて（再）

## 備考
- プロ野球日本シリーズの中継を行う際は、他の昼ドラと同様に15時台に繰り下げるといった臨時枠移動を行うことがあった。